# 首藤惠
首藤 惠（すとう めぐみ、1948年 - ）は、日本の経済学者。前早稲田大学ビジネススクール教授。

## 経歴・人物
1970年慶應義塾大学経済学部卒業。1976年同大学院経済学研究科博士課程単位取得満期退学。1986年慶應義塾大学より経済学博士の学位を取得。
日本証券経済研究所主任研究員、明海大学経済学部助教授、中央大学経済学部教授などを経て、2004年から早稲田大学ビジネススクール教授。2019年退任。その間、ブルッキングス研究所客員研究員、一橋大学経済研究所客員教授、大阪大学大学院国際公共政策研究科客員教授、オックスフォード大学客員研究員、関税・外国為替等審議会委員、金融審議会委員等を歴任。

## 著書
- 『日本の証券業』（東洋経済新報社, 1987年）

### 共著
- 『現代証券市場分析』（丸淳子・小峰みどり共著, 東洋経済新報社, 1986年）
- 『現代の企業金融と金融システム』（高橋俊治共著, 有斐閣, 1987年）
- 『日本の企業金融』（米沢康博・松浦克己共著, 東洋経済新報社, 1996年）
- 『金融システムの構造変化と日本経済』（共著, 中央大学出版部, 1999年）
- 『アメリカ型企業ガバナンス』（渋谷博史・井村進哉共著, 東京大学出版会, 2002年）

### 編著
- 『資産運用産業の新展開』（資産運用研究会編, 金融財政事情研究会, 2000年）
- 『金融サービスのイノベーションと倫理』（早稲田大学大学院ファイナンス研究科編, 中央経済社, 2011年）